# Uzbekistan ai Giochi della XXXII Olimpiade
L'Uzbekistan ha partecipa ai Giochi della XXXII Olimpiade, che si sono svolti a Tokyo, Giappone, dal 23 luglio all'8 agosto 2021 (inizialmente previsti dal 24 luglio al 9 agosto 2020 ma posticipati per la pandemia di COVID-19) con sessantadue atleti, trentasette uomini e venticinque donne.
Si è trattato della settima partecipazione del paese ai Giochi estivi.

## Medagliere

### Medagliere per disciplina
| Sport     | Oro | Argento | Bronzo | Totale |
| --------- | --- | ------- | ------ | ------ |
| Taekwondo | 1   | 0       | 0      | 1      |
| Totale    | 1   | 0       | 0      | 1      |

### Medaglie d'oro
| Medaglia | Nome             | Sport     | Evento         |
| -------- | ---------------- | --------- | -------------- |
| Oro      | Ulugbek Rashitov | Taekwondo | 68 kg maschile |

## Delegazione
| Sport              | Uomini | Donne | Totale |
| ------------------ | ------ | ----- | ------ |
| Atletica leggera   | 2      | 6     | 8      |
| Canoa e kayak      | 0      | 1     | 1      |
| Canottaggio        | 1      | 0     | 1      |
| Ciclismo           | 1      | 1     | 2      |
| Ginnastica         | 1      | 3     | 4      |
| Judo               | 7      | 3     | 10     |
| Lotta              | 8      | 0     | 8      |
| Nuoto              | 2      | 0     | 2      |
| Pentathlon Moderno | 1      | 1     | 2      |
| Pugilato           | 8      | 3     | 11     |
| Scherma            | 1      | 2     | 3      |
| Sollevamento Pesi  | 2      | 2     | 4      |
| Taekwondo          | 2      | 2     | 4      |
| Tennis             | 1      | 0     | 1      |
| Tiro               | 0      | 1     | 1      |
| Totale             | 37     | 25    | 62     |